# 요데루노모리

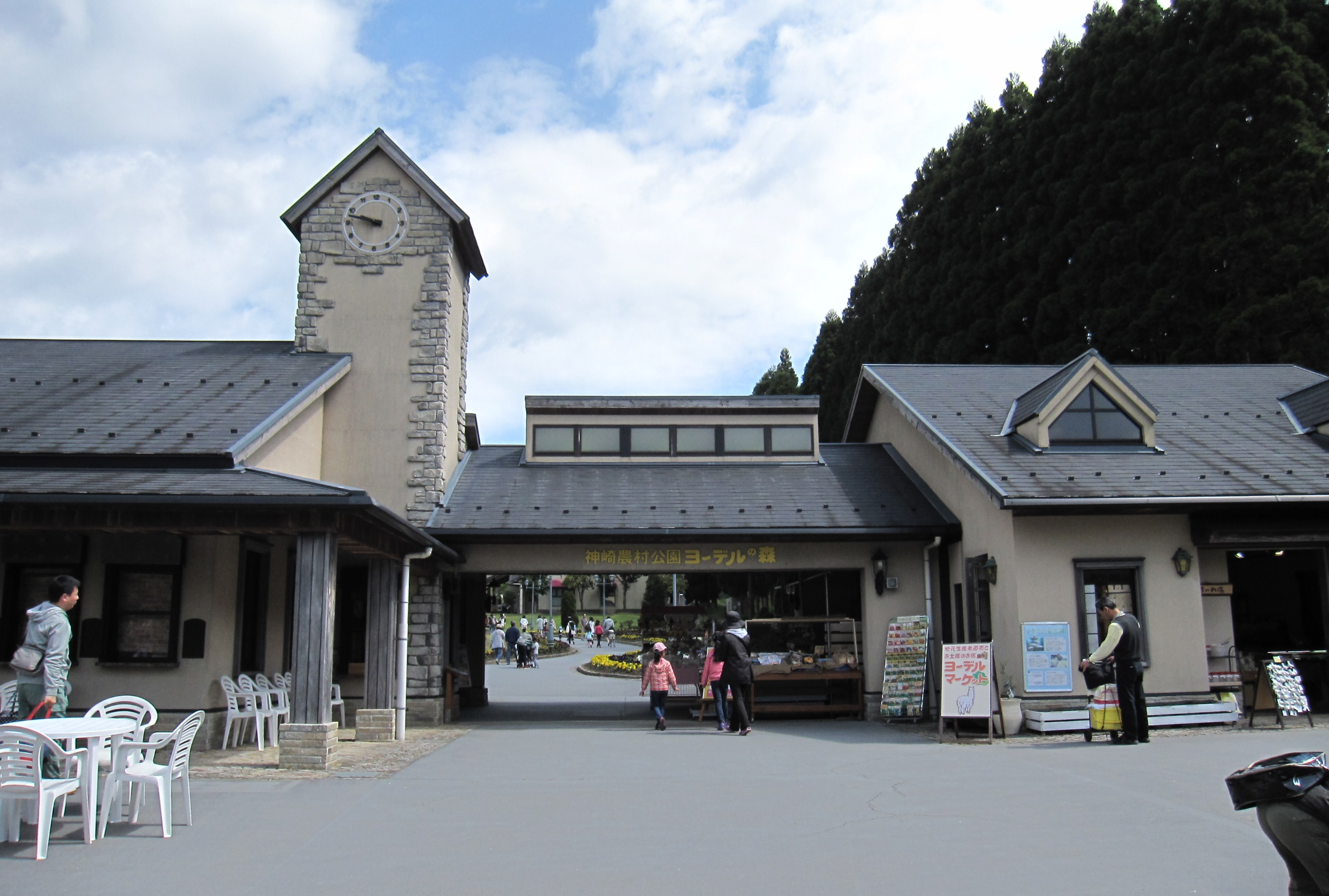

요데루노모리(일본어: ヨーデルの森 ヨーデルのもり[*])는 효고현 간자키군 가미카와정에 위치한 농업 공원이다. 2001년 4월 21일 개업하였다. 공원 안에는 크고 작은 연못이 있다.